# Tamopsis weiri
Espèce
Tamopsis weiri est une espèce d'araignées aranéomorphes de la famille des Hersiliidae.

## Distribution
Cette espèce est endémique d'Australie-Occidentale.

## Publication originale
- Baehr & Baehr, 1995 : New species and new records of Hersiliidae from Australia (Arachnida, Araneae, Hersiliidae). Fifth supplement to the revision of the Australian Hersiliidae. Records of the Western Australian Museum Supplement, vol. 52, p. 107-118.